# 心理追兇 Mind Hunter
《心理追兇Mind Hunter》，香港電視廣播有限公司拍攝製作的時裝犯罪、懸疑、人性電視劇，此劇近似於美國電視劇「犯罪心理」，由馬國明、蔡思貝及王君馨領銜主演，由楊明、曹永廉、敖嘉年、楊秀惠、韋家雄、梁琤、胡諾言、湯洛雯、黃嘉樂、羅樂林、馬海倫、何遠東 及裕美聯合演出，並由湯鎮業及米雪友情客串演出，編審蔡婷婷、冼少玲、李綺華，監製王偉仁。
此劇為2017香港國際影視展16部推介劇集之一。

## 演員表

### 臨床心理學家
| 演員   | 角色   | 暱稱／關係 |
| 馬國明 | 鍾泰然 | TY、Dr. Chung 臨床心理學家 童月、曾國豪之好友 童日之心理醫生兼好友，其後因為汪海澄而與其反目，但於結尾得到其諒解兼和好 胡天揚之好友，與他合作調查案件，最後反目，於結尾得到其諒解兼和好 楊巧敏之好友兼暗戀對象，後被她反目並不得其原諒 曾秀怡之男友 王仲軒（張家俊）、汪海澄之天敵 有吸煙習慣，一旦吸煙就會產生幻覺而看見已死的曾秀怡，並與其溝通 於第26集利用曾國豪計劃向王仲軒（張家俊）及汪海澄復仇 於第28集利用童月、童日及胡天揚向汪海澄復仇，並間接令童月被汪海澄刺至重傷，後被王仲軒（張家俊）證實患有反社會人格障礙但不肯承認事實，最後因為曾秀怡不再存在於想象中而開車駛往大海自殺，惟未知生死                                                                              |
| 曹永廉 | 王仲軒 | Edmund、Dr. Wong 原名張家俊，冒充王仲軒 臨床心理學家，利用自己的專業教唆他人 患有反社會人格障礙 汪海澄同母異父之兄，與其勾結，實為利用其，最後反目 方家朗之大舅 劉惠儀之恩師兼暗戀對象，於七年前教唆其殺害其父親，與其關係曖昧並利用其 楊巧敏之男友，後為未婚夫，並利用其 鍾泰然之天敵 認為反社會人格障礙患者是最優秀的人類 於五年前間接害死曾秀怡 於第12集出現，於第23集末正式登場 於第24集教唆方家朗自殺身亡，後與汪海澄教唆盧健強自殺身亡 於第25集經楊巧敏轉介成為胡天揚及曾國豪之心理醫生 於第26集指使劉惠儀殺害曾國豪 於第27集指使汪海澄殺害劉惠儀 於第28集證實鍾泰然患有反社會人格障礙，但不被鍾泰然同意，後企圖買兇殺害汪海澄不遂，並教唆汪海澄自首，最後反被她用汽車毒氣殺害 |
| 湯洛雯 | 曾秀怡 | Icy 臨床心理學家 鍾泰然之亡女友，於五年前的車禍去世，被王仲軒（張家俊）及汪海澄間接害死 楊巧敏之大學同學和好友兼情敵 曾國豪之大學師妹兼暗戀對象 負責為盧健強進行心理評估，一直堅信其沒有暴力傾向 在鍾泰然吸煙產生幻覺時出現，並能與其溝通 於第28集消失於鍾泰然的想象中 |

### 童家
| 演員           | 角色     | 暱稱／關係 |
| 李綺雯（青年） | 許廖詠嫦 | 許太 闊太 童日、童月之母，多年前拋棄他們而被童月憎恨，後與他們重遇，最後和好 許智明之妻，於第20集反目，後於第21集和好 於第17集登場 於第22集返回加拿大 參見情婦被綁架及毒殺案（第18至22集） （特別演出） |
| 米 雪          | 許廖詠嫦 | 許太 闊太 童日、童月之母，多年前拋棄他們而被童月憎恨，後與他們重遇，最後和好 許智明之妻，於第20集反目，後於第21集和好 於第17集登場 於第22集返回加拿大 參見情婦被綁架及毒殺案（第18至22集） （特別演出） |
| 楊 明          | 童 日    | Day 阿斯伯格症候群患者 精於電腦，因此被鍾泰然及胡天揚邀請幫助查案 廖詠嫦之子，在童年時被其拋棄，後重遇 許智明之繼子 童月之兄，與其相依為命 鍾泰然之病人兼好友，其後因汪海澄而與其反目，最後諒解他兼和好 暗戀汪海澄，被她利用，最後得知其的真面目 被胡天揚討厭及針對，後和好，並成為好友 被劉惠儀針對 於第28集被鍾泰然利用向汪海澄復仇，間接令童月被汪海澄刺至重傷 參見「Free D Radio」網台、網台包裹狂迷恐嚇案（第11至15集） |
| 蔡思貝         | 童 月    | Moon、妹子（童日專稱） 社工 廖詠嫦之女，在童年時被其拋棄而憎恨她，最後和好 許智明之繼女 童日之妹，與其相依為命 與胡天揚有感情線，後為女友 鍾泰然之好友 於第28集目睹汪海澄殺害劉惠儀，後被鍾泰然利用向汪海澄復仇，而被汪海澄刺至重傷，最後康復 |

### 「Free D Radio」網台
| 演員   | 角色   | 暱稱／關係 |
| 蔡康年 | Terry  | 老闆 |
| 鄧英敏 | 余 健  | 余Sir 「余論Phone Show」節目主持 經常性騷擾網台的女職員 於第11集被解僱 參見網台包裹狂迷恐嚇案（第11至15集） |
| 王君馨 | 汪海澄 | 海澄 「余論Phone Show」節目主持，後為「焦點澄報」節目主持 患有反社會人格障礙，並假裝為創傷後遺症患者 王仲軒（張家俊）同母異父之妹，與其勾結，實情被他利用，最後反目 方家朗之妻，並利用他 劉惠儀之同事兼好友 鐘泰然之天敵兼死敵 童日、盧健強、吳家良之暗戀對象，並利用他們 於第5集登場 於第14集利用吳家良殺害蘇國鵬 於第15集殺害吳家良 於第19集懷孕，後教唆方家朗殺害莫翠華 於第21集刻意吃藥令自己小產，並裝成意外 於第24集辭職並成立海澄工作室，後與王仲軒（張家俊）教唆盧健強自殺身亡 於第27集受王仲軒（張家俊）指使把劉惠儀推下樓殺害 於第28集把童月刺至重傷，並被鍾泰然趁機揭穿真面目，其後被王仲軒（張家俊）企圖買兇殺害不遂，反被其教唆自首（實際是透過自首把自己殺害王仲軒（張家俊）的事情公開，令自己成為最優秀的人類），最後用汽車毒氣把他殺害，然後自首被捕 參見「校園更衣室兇殺案」關聯人物、網台包裹狂迷恐嚇案（第11至15集） |
| 裕 美  | 劉惠儀 | Zoe 節目助理 劉智祥之女，經常被他性虐待及虐打，在七年前受王仲軒（張家俊）教唆而殺害他並誣衊陸軍為殺害自己父親的兇手 汪海澄之同事兼好友 與王仲軒（張家俊）關係曖昧，並暗戀他及被他利用 楊巧敏之情敵 針對童日 於第11集間接令余健被解僱 於第24集辭職並轉職到海澄工作室 於第26集受王仲軒（張家俊）指使用針筒插傷曾國豪，後用酒瓶把他刺死 於第27集被王仲軒（張家俊）指使的汪海澄推下樓殺害 |
| 楊 明  | 童 日  | Day 於第5集得余健欣賞而成為「余論Phone Show」客席嘉賓，後為節目助理 於第24集辭職並轉職到海澄工作室 參見童家、網台包裹狂迷恐嚇案（第11至15集） |
| 鄭嘉豪 | 蘇國鵬 | 娛樂記者 於第12集加入成為節目，實為搜集余健與汪海澄不和的證據 參見網台包裹狂迷恐嚇案（第11至15集） |
| 蓋世寶 | Cindy  | 職員 |
| 黃穎君 | Jenny  | 職員 |
| 趙璧渝 | Bonnie | 職員 |
| 張詩欣 | Ada    | 職員 |
| 丘梓謙 |        | 職員 |
| 劉嘉琪 |        | 網台接待員 |

### 重案組
| 演員   | 角色   | 暱稱／關係 |
| 姚浩政 | 高進昇 | 高Sir、Hugo 總督察 胡天揚之上司，與其不和 |
| 敖嘉年 | 胡天揚 | Win Sir、Winson、烏龜仔 督察 胡貴成之子，與其不和，後和好 與童月有感情線，後為男友 討厭及針對童日，後和好，並成為好友 鍾泰然之好友，與他合作調查案件，最後反目，但於結尾諒解其兼和好 高進昇之下屬，與其不和 三年前患上心理障礙，腳患時而復發影響工作並造成困擾，最後復原 於第28集被鍾泰然利用向汪海澄復仇，間接令童月被汪海澄刺至重傷 |
| 張漢斌 | 鄧山水 | 水爺 警長 胡天揚之下屬 |
| 羅浩銘 | 羅 祖  | 阿祖 警員 胡天揚之下屬 於第25集追捕陸軍時被其用刀插傷，最後康復 |
| 鄧永健 | 戴智力 | 阿力 警員 胡天揚之下屬 魯佩珊之男友 |
| 李君妍 | 魯佩珊 | 老san 警員 胡天揚之下屬 戴智力之女友 |

### 其他部門
| 演員   | 角色 | 暱稱／關係             |
| 黃榮燊 |      | 胡天揚之下屬（三年前） |
| 黃耀煌 |      | 胡天揚之下屬（三年前） |
| 葉家泓 |      | 胡天揚之下屬（三年前） |
| 繆家慶 |      | 胡天揚之下屬（三年前） |
| 張曉琳 |      | 警員                   |
| 招浩明 |      | 警員                   |
| 布偉傑 |      | 大Sir，警隊高層        |

### 「校園更衣室兇殺案」關聯人物
| 演員     | 角色   | 暱稱／關係 |
| 韋家雄   | 盧健強 | 大學合作社員工 患有認知障礙症（學習遲緩） 被懷疑為五年前「校園更衣室兇殺案」的兇手，被判終生監禁 曾被Kelly、Joey、Sammi控告在更衣室偷窺 暗戀汪海澄，並被其指使殺害Kelly、Joey、Sammi 於第24集被汪海澄和王仲軒（張家俊）教唆在獄中自殺身亡                                                             |
| 王君馨   | 汪海澄 | 弦樂團成員之一 莫翠華、Kelly、Joey及Sammi之好友，後因愛上方家朗而憎恨Sammi 被盧健強暗戀 表面上為五年前校園兇殺案五名受害者之一及惟一倖存者 利用盧健強把Kelly、Joey、Sammi殺害及把莫翠華刺至重傷，後刻意刺傷自己令盧健強被捕 間接害死曾秀怡 參見「Free D Radio」網台、網台包裹狂迷恐嚇案（第11至15集） |
| 歐陽巧瑩 | Sammi  | 弦樂團成員之一 方家朗之前女友 五年前校園兇殺案五名受害者之一，被汪海澄指使的盧健強殺害 曾控告盧健強在更衣室偷窺 |
| 麥皓兒   | 莫翠華 | Cat 弦樂團成員之一 莫翠晶之妹 五年前校園兇殺案五名受害者之一，被汪海澄用刀刺至重傷昏迷不醒 於第19集被鍾泰然安排往美國接受治療及轉往療養院 於第20集表面上因心臟衰竭死亡，實質被汪海澄教唆的方家朗殺害                                                                                                  |
| 曹思詩   | Kelly  | 弦樂團成員之一 五年前校園兇殺案五名受害者之一，被汪海澄指使的盧健強殺害 曾控告盧健強在更衣室偷窺 |
| 朱斐斐   | Joey   | 弦樂團成員之一 五年前校園兇殺案五名受害者之一，被汪海澄指使的盧健強殺害 曾控告盧健強在更衣室偷窺 |
| 沈可欣   | 曾曉莉 | Emily 大學研究員，前博士生及大學宿舍舍監 盧健強之前同事及朋友，後怕被取笑而疏遠其 五年前曾與弦樂團成員一同被困於大帽山上 向鍾泰然提供線索證明盧健強與汪海澄的關係 |

### 單元案件

#### 援交少女被殺案（第1至4集）
| 演員   | 角色     | 暱稱／關係 |
| 湯鎮業 | 梁志峰   | 峰哥 峰記海鮮檔老闆 陳美欣之前夫，與其不和 梁偉舜之父 梁偉聰之養父 與陳美欣爭奪梁偉聰的撫養權，最後放棄撫養權 於第4集吊頸自殺但及時被童日救出 （特別演出）                                   |
| 梁 琤  | 張陳美欣 | 張太 梁志峰之前妻，與其不和 David之妻子 梁偉舜、梁偉聰之母 與梁志峰爭奪梁偉聰的撫養權，最後成功奪得撫養權                                                                                    |
| 陳婉婷 | 林子晴   | Yuki 援交少女 紋身雄之好友 被梁偉舜喜歡並褻玩其及欺騙其感情 於第1集被清潔工殺害 |
| 方紹聰 | 梁偉舜   | 梁志峰、陳美欣之長子 梁偉聰同母異父之兄 喜歡林子晴並被其褻玩及欺騙感情 於第1集错手把林子晴推向牆壁而令她受傷，後被警方懷疑殺害林子晴而企圖逃亡 於第4集被警方拘捕，最後被控告嚴重傷害他人身體 |
| 劉彥夆 | 梁偉聰   | David、陳美欣之幼子 梁志峰之養子 梁偉舜同母異父之弟 |
| 易智遠 | David    | 張先生 梁偉聰之親父 陳美欣之現任丈夫 |
| 董敬文 | 何伟雄   | 林子晴之好友 因曾打傷梁偉舜而被懷疑殺害林子晴 |
| 黃煒溏 | 清潔工   | 於第1集企圖強姦林子晴，後把她掐死 於第4集被警方拘捕 |

#### 街舞少女遇襲案（第5至7集）
| 演員   | 角色   | 暱稱／關係                                                                |
| 吳嘉儀 | 李雅如 | Alice 街舞者 替勇分銷毒品 與唐佩兒不和 因被唐佩兒偷走毒品，被勇襲擊至重傷 |
| 梁博恩 | 勇     | 毒品拆家 襲擊李雅如 於第7集被捕                                           |
| 李日昇 |        | 勇之手下 於第7集被捕                                                      |
| 姚宏遠 |        | 勇之手下 於第7集被捕                                                      |
| 吳展驊 |        | 勇之手下 於第7集被捕                                                      |
| 曾海昌 | Chris  | 街舞者                                                                    |
| 陳俊堅 | 志     | 街舞者                                                                    |
| 袁鎮業 |        | 街舞者                                                                    |
| 容天佑 |        | 街舞者                                                                    |
| 謝可逸 |        | 街舞者                                                                    |
| 劉溫馨 |        | 街舞者                                                                    |

#### 致命高空擲物案／碼頭浮屍案（第8至10集）
| 演員   | 角色     | 暱稱／關係 |
| 馬海倫 | 唐楊麗萍 | 唐太 牛雜麵檔老闆娘 唐俊文之母，對兒子有極強控制欲，經常當眾責罵及虐待其而讓其失去自信心 把所有靠近唐俊文的女子都趕走 唐佩兒之母，與其不和，後反目 於第6集登場 於第9集被唐俊文刺死，棄屍於海中 |
| 何遠東 | 唐俊文   | 文哥 牛雜麵檔少東 楊麗萍之子，被其經常當眾責罵及虐待而自信心極低，更患上心因性失憶症 唐佩兒之兄 暗戀童月 因不斷被楊麗萍虐待而對蠻橫無理的人有心理陰影，後以高空擲物宣洩情緒 於第6集登場 於第9集爆發了對楊麗萍多年的積怨，加上楊麗萍抹殺了他對童月的愛意，最終在一時衝動下用利器殺害楊麗萍 於第10集被捕及入獄 |
| 王歌慧 | 唐佩兒   | Hana 街舞者 楊麗萍之女，與其不和，後反目 唐俊文之妹 鍾志邦之女友，後分手 被懷疑殺害楊麗萍 於第2集登場 |
| 林師傑 | 鍾志邦   | 阿邦 街舞者 唐佩兒之男友，後分手 被懷疑殺害楊麗萍 |
|        | 何樹全   | 貨車司機 經常虐打妻子 第一次高空擲物案受害者，被唐俊文用水袋碰傷 |
|        | 曹貴興   | 燒臘店老闆 為人尖酸刻薄，經常欺壓員工 第二次高空擲物案受害者，被唐俊文用油漆蓋碰傷 |
| 黃梓瑋 | 謝錦芳   | 羅太 怪獸家長 經常強逼自己的兒子參加補習班 第三次高空擲物案受害者，被唐俊文用磚頭砸死 |
| 黃得生 | 陈宏康   | 速遞員 被懷疑碰傷曹貴興 |
| 周梓盈 |          | 援交妹 與鍾志邦援交 |

#### 疑似色狼偷窺案（第12集）
| 演員   | 角色   | 暱稱／關係 |
| 阮政峰 | 葉啟敬 | Joe 患有易服癖 於第11集在酒吧被誤會為於女廁偷窺色狼 於第12集被鍾泰然和曾國豪揭發其裝扮女人的身份，同時被鍾泰然發現他有性別認同障礙，與鍾泰然會診後被其轉介到公立醫院精神科接受認知治療 |

#### 網台包裹狂迷恐嚇案（第11至15集）
- 第一個恐嚇包裹：死蟑螂（由吳家良寄出）
- 第二個恐嚇包裹：刀片（由汪海澄寄出）
- 第三個恐嚇包裹：染血的玩偶娃娃（由汪海澄寄出）
- 第四個恐嚇包裹：余健的牙齒（由吳家良寄出）
- 第五個恐嚇包裹：陳子蔚的頭髮（由吳家良寄出）
- 第六個恐嚇包裹：蘇國鵬的染血相機及一張卡（由汪海澄寄出）

| 演員   | 角色   | 暱稱／關係 |
| 王君馨 | 汪海澄 | 「Free D Radio」網台主持 先後收到恐嚇包裹 一開始已經知道吳家良是狂迷，再利用他襲擊余健、把陳子蔚毀容和殺害蘇國鵬 於第15集把吳家良殺害 參見「Free D Radio」網台、「校園更衣室兇殺案」關聯人物 |
| 杜大偉 | 吳家良 | 維修工人／水管工人 暗戀汪海澄，並被其利用襲擊余健、把陳子蔚毀容和殺害蘇國鵬，最後反目 於第15集被汪海澄殺死，死前得知其的真面目                                                               |
| 鄧英敏 | 余 健  | 「Free D Radio」網台主持 於第12集被汪海澄利用的吳家良用水管襲擊致重傷昏迷 參見「Free D Radio」網台                                                                                           |
| 陳芷尤 | 陳子蔚 | 外科護士 暗戀方家朗 於第11集與方家朗發生關係 於第13集被汪海澄利用的吳家良毀容 |
| 鄭嘉豪 | 蘇國鵬 | 娛樂記者／「Free D Radio」網台節目助理 於第14集因得知汪海澄與吳家良關係，而被汪海澄利用的吳家良殺害 參見「Free D Radio」網台                                                                 |
| 楊 明  | 童 日  | Day 「Free D Radio」網台節目助理 曾一度被懷疑為是寄恐嚇包裹的狂徒 參見童家、「Free D Radio」網台                                                                                             |

#### 情婦被綁架及毒殺案（第18至22集）
| 演員           | 角色     | 暱稱／關係 |
| 李綺雯（青年） | 許廖詠嫦 | 許太 許智明之妻，於第20集反目，後於第21集和好 於第21集被懷疑毒殺許智明及鄧凱芝而被拘捕 於第22集被無罪釋放 參見童家        |
| 米 雪          | 許廖詠嫦 | 許太 許智明之妻，於第20集反目，後於第21集和好 於第21集被懷疑毒殺許智明及鄧凱芝而被拘捕 於第22集被無罪釋放 參見童家        |
| 楊證樺（青年） | 許智明   | Tony 富商 廖詠嫦之現任丈夫（第二任丈夫），於第20集反目，後於第21集和好 鄧凱芝之情夫 童日、童月之繼父 於第21集被何佩瑩毒殺 |
| 洋             | 許智明   | Tony 富商 廖詠嫦之現任丈夫（第二任丈夫），於第20集反目，後於第21集和好 鄧凱芝之情夫 童日、童月之繼父 於第21集被何佩瑩毒殺 |
| 張雪瑩         | 鄧凱芝   | Gigi 雙性戀者 許智明之秘書兼情婦 於第18集與區炳光自導自演綁架案 於第21集被何佩瑩毒殺                                      |
| 劉天龍         | 區炳光   | 鄧凱芝秘密情人 於第18集與鄧凱芝自導自演綁架案                                                                             |
| 李沁芯         | 何佩瑩   | 同性戀者 鄧凱芝秘密情人 於第21集毒殺許智明、鄧凱芝 於第22集被拘捕                                                         |

### 其他演員
| 演員   | 角色   | 暱稱／關係 |
| 楊秀惠 | 楊巧敏 | Mandy、Dr. Yeung 精神科醫生 鍾泰然之好友並曾經暗戀他，最後因為王仲軒而與其反目，並不原諒其 曾國豪之好友 曾秀怡之大學同學和好友兼情敵 王仲軒（張家俊）之女友，後為未婚妻，並被他利用 劉惠儀之情敵 於第2集登場                                                       |
| 胡諾言 | 曾國豪 | Alan、阿豪 酒吧老闆／前心理學家 患有抑鬱症 鍾泰然、楊巧敏之好友 曾秀怡之好友，並暗戀她 於第5集登場 於第25集自殺不遂，後被鍾泰然利用向王仲軒（張家俊）及汪海澄復仇 於第26集暗中調查王仲軒（張家俊），後被王仲軒（張家俊）指使的劉惠儀用針筒插傷，最後被她用酒瓶刺死 |
| 黃嘉樂 | 方家朗 | Michael、Dr. Fong 醫生 Sammi大學時期之男友，後為汪海澄之夫，並被她利用 陳子蔚之情夫 於第8集登場 於第11集與陳子蔚發生關係 於第19集被汪海澄教唆殺害莫翠華 於第23集自殺不遂 於第24集被王仲軒（張家俊）教唆自殺身亡                                                    |
| 羅樂林 | 胡貴成 | 烏龜成、成叔 保險公司老闆／前警員 胡天揚之父，與其不和，後和好 為當年因自己處理不當，令其線人唐耀輝（大頭）身份暴光，並導致大頭的妻兒被殺而一直內疚 於第6集登場 |
| 周麗欣 | 莊小麗 | 小麗 精神病患者 汪海澄之小學同學 童年時因發現王仲軒（張家俊）的真面目而被其逼瘋 |
| 何啟南 | 陸 軍  | 職業殺手 與三宗謀殺案有關 劉智祥之好友，被懷疑殺害他，實被劉惠儀誣衊 於第25集刺傷羅祖，最後被警方拘捕 |
| 陳狄克 | 劉智祥 | 裝修工人／前黑社會人士 劉惠儀之亡父 經常虐打老婆及女兒，並且對女兒性虐待 陸軍之好友 七年前慘被王仲軒（張家俊）教唆的劉惠儀殺害 |
| 祝文君 |        | 劉智祥之妻 劉惠儀之母 得知劉智祥性虐待劉惠儀，但不管不顧 五年前已病死 |
| 曾健明 | 達 叔  | 保安 |
| 張韋怡 | May    | |
| 李啟傑 | 張振華 | 經理 |
| 郭田葰 |        | 辯護律師 |
| 鍾志光 |        | 法官 |
| 趙樂賢 |        | 店長 |
| 徐玟晴 |        | 店員 |
| 梁 茵  |        | 孤兒院姑娘 |
| 曾慧雲 |        | 院舍姑娘 |
| 林 玥  | 康     | |
| 莫家淦 |        | 新聞報道員 |
| 潘冠霖 | 莫翠晶 | 莫翠華之姐姐 |
| 王致狄 | Fox    | 酒保 |
| 鄭世豪 | Kelvin | 鍾泰然之病人 於第6集曾嘗試跳海自殺，但被鍾泰然說服 其後於鍾泰然的診所內割脈，後被送院治理 （第25集） |
| 邵卓堯 |        | 司機 「校園更衣室兇殺案」死者家屬 五年前開車撞死曾秀怡 |
| 陳靖雲 |        | 社區中心接待員 |
| 蕭凱欣 |        | 職員 |
| 沈愛琳 |        | 護士 |
| 尹詩沛 |        | 記者 |
| 朱樂洺 | Billy  | 方家朗表弟 |
| 施駿喆 |        | 路人 |
| 江富強 |        | 水貨客 |
| 李嘉晉 | Jim    | |
| 關梓陽 |        | 青年 |
| 李悅瀚 |        | 青年 |
| 利穎怡 |        | 酒吧客人 |

## 收視
本劇於香港無綫電視翡翠台之收視紀錄：
| 週次 | 集數   | 日期                   | 平均 | 最高 | 備註                                                                                         |
| 1    | 1－6   | 2017年4月3日－4月8日   | 22點 | 25點 | 星期一至五平均收視22.1點 星期六平均收視 點                                                   |
| 2    | 7－13  | 2017年4月10日－4月16日 | 21點 | 點   | 星期一至五平均收視21.1點 星期六平均收視 點 星期日平均收視 點                                 |
| 3    | 14－20 | 2017年4月17日－4月23日 | 23點 | 25點 | 星期一至五平均收視23點 星期六平均收視 點 星期日平均收視 點                                   |
| 4    | 21－28 | 2017年4月24日－4月30日 | 22點 | 25點 | 星期一至五平均收視22.2點 星期六平均收視 點 星期日（第27-28集大結局）平均收視22.4點，最高25點 |
| 全劇 | 全劇   | 全劇                   | 22點 | 25點 |                                                                                              |

## 獎項

### 星和無綫電視大獎2017
| 獎項                    | 獲獎單位         |
| ----------------------- | ---------------- |
| 「我最愛TVB電視男角色」 | 馬國明（鍾泰然） |

### 萬千星輝頒獎典禮2017
| 獎項               | 單位                           | 結果 |
| ------------------ | ------------------------------ | ---- |
| 最佳劇集           | 心理追兇 Mind Hunter           | 提名 |
| 全球網民最喜愛劇集 | 心理追兇 Mind Hunter           | 提名 |
| 最佳男配角         | 楊 明                          | 提名 |
| 最佳女配角         | 楊秀惠                         | 提名 |
| 飛躍進步男藝員     | 楊 明                          | 獲獎 |
| 飛躍進步女藝員     | 湯洛雯                         | 提名 |
| 最受歡迎劇集歌曲   | 籠牢（主唱：許廷鏗）           | 提名 |
| 最受歡迎劇集歌曲   | 你走的那個晚上（主唱：鄭俊弘） | 提名 |

## 記事
- 2016年6月3日：此劇於12:30在將軍澳電視廣播城一廠外灰位舉行試造型記者會。[8][9]
- 2016年6月29日：劇中演員楊明拍攝一場電單車戲份時發生意外，導致腳傷而需入院縫針。[10][11]
- 2016年7月4日：此劇於16:00在將軍澳電視廣播城十三廠舉行開鏡拜神。[12]
- 2016年9月14日：此劇全劇殺青。
- 2017年3月13日：主要演員出席香港國際影視展宣傳劇集。
- 2017年3月27日：此劇於13:00在將軍澳唐德街3號九龍東皇冠假日酒店1樓宴會廳舉行「窺心揭秘」宣傳活動。[13][14]
- 2017年4月2日：此劇於13:00在鑽石山龍蟠街3號荷里活廣場一樓明星廣場舉行「解開心鎖」宣傳活動。[15]
- 2017年4月9日：由於19:55-23:00直播第三十九屆香港電影金像獎頒獎典禮，當晚此劇暫停播映。
- 2017年4月10日：此劇於12:30在荔枝角長順街15號D2 Place Two 205-211A Crazy Cart Cafe舉行「極速任務」宣傳活動。[16]
- 2017年4月19日：此劇演員於下午在將軍澳舉行飯局宴請劇組工作人員。[17]
- 2017年4月20日：此劇於14:00在馬鞍山西沙路608號馬鞍山廣場二樓中庭舉行「踢走心魔」宣傳活動。
- 2017年4月25日：此劇於13:00在尖沙咀彌敦道90-94號頂好海鮮酒家舉行「終極追兇」宣傳活動。
- 2017年4月30日：此劇主要演員於20:30在觀塘鴻圖道76號聯運工業大廈3樓倫哥火鍋私房菜出席大結局飯局。
- 2017年4月30日：此劇於21:30-23:30播映兩小時大結局（香港首播版第27集，原裝版第27-28集）。

## 軼事
- 此劇「楊麗萍」一角原定由程可為飾演，後由馬海倫頂上。[18]
- 此劇是馬國明、敖嘉年、曹永廉繼《寒山潛龍》後再度合作。[19]。
- 馬國明與湯洛雯在此劇飾演情侶，現實中馬國明在許志安與黃心穎出軌事件後與黃心穎分手的他於2020年6月13日公開與湯洛雯拍拖。本剧曾考虑拍摄续集，但最终原因不明而搁置。

## 外部連結
- 豆瓣电影上《心理追兇 Mind Hunter》的資料 （简体中文）

## 電視節目的變遷
| 香港 無綫電視翡翠台 星期一至日 21:30-22:30 · 4月9日暫停播映 · 4月30日 21:30-23:30 | 香港 無綫電視翡翠台 星期一至日 21:30-22:30 · 4月9日暫停播映 · 4月30日 21:30-23:30 | 香港 無綫電視翡翠台 星期一至日 21:30-22:30 · 4月9日暫停播映 · 4月30日 21:30-23:30 |
| --------------------------------------------------------------------------------- | --------------------------------------------------------------------------------- | --------------------------------------------------------------------------------- |
|                                                                                   | 心理追兇Mind Hunter （2017.04.03 - 2017.04.30）                                   |                                                                                   |
| 我瞞結婚了 （2017.03.13 - 2017.04.02）                                            | 不懂撒嬌的女人 （2017.05.01 - 2017.05.28）                                        |                                                                                   |

| 马来西亚 Astro On Demand、Astro On Demand HD 每晚 21:30 - 22:15 | 马来西亚 Astro On Demand、Astro On Demand HD 每晚 21:30 - 22:15 | 马来西亚 Astro On Demand、Astro On Demand HD 每晚 21:30 - 22:15 |
| --------------------------------------------------------------- | --------------------------------------------------------------- | --------------------------------------------------------------- |
|                                                                 | 心理追兇Mind Hunter （2017-04-03 - 2017-04-30）                 |                                                                 |
| 我瞞結婚了 （2017-03-13 - 2017-04-02）                          | 不懂撒嬌的女人 （2017-05-01 - 2017-05-28）                      |                                                                 |

| 新加坡 TVB首选 每晚 21:30 - 22:15      | 新加坡 TVB首选 每晚 21:30 - 22:15               | 新加坡 TVB首选 每晚 21:30 - 22:15 |
| -------------------------------------- | ----------------------------------------------- | --------------------------------- |
|                                        | 心理追兇Mind Hunter （2017-04-03 - 2017-04-30） |                                   |
| 我瞞結婚了 （2017-03-13 - 2017-04-02） | 不懂撒嬌的女人 （2017-05-01 - 2017-05-28）      |                                   |

| 澳洲 翡翠台 星期一至五 20:30 - 21:30，星期六、日 20:30 - 21:30 | 澳洲 翡翠台 星期一至五 20:30 - 21:30，星期六、日 20:30 - 21:30 | 澳洲 翡翠台 星期一至五 20:30 - 21:30，星期六、日 20:30 - 21:30 |
| -------------------------------------------------------------- | -------------------------------------------------------------- | -------------------------------------------------------------- |
|                                                                | 心理追兇Mind Hunter （2017-04-04 - 2017-05-02）                |                                                                |
| 我瞞結婚了 （2017-03-16 - 2017-04-03）                         | 不懂撒嬌的女人 （2017-05-03 - 2017-05-30）                     |                                                                |

| HUB娛家戲劇台 每晚 21:00－22:00        | HUB娛家戲劇台 每晚 21:00－22:00                 | HUB娛家戲劇台 每晚 21:00－22:00 |
| -------------------------------------- | ----------------------------------------------- | ------------------------------- |
|                                        | 心理追兇Mind Hunter （2017-07-11 - 2017-08-07） |                                 |
| 我瞞結婚了 （2017-06-21 - 2017-07-10） | 不懂撒嬌的女人 （2017-08-08 - 2017-09-04）      |                                 |

| Astro華麗台、Astro華麗台HD 星期一至五 20:30－21:30 時段 | Astro華麗台、Astro華麗台HD 星期一至五 20:30－21:30 時段 | Astro華麗台、Astro華麗台HD 星期一至五 20:30－21:30 時段 |
| ------------------------------------------------------- | ------------------------------------------------------- | ------------------------------------------------------- |
|                                                         | 心理追兇 Mind Hunter （2018-11-27－2019-01-03）         |                                                         |
| 燦爛的外母 （2018-10-29－2018-11-26）                   | 老表，畢業喇！ （2019-01-04－2019-02-21）               |                                                         |